# Alta Sierra (Californie)
Alta Sierra est une census-designated place du comté de Nevada dans l'État de Californie aux États-Unis.

## Démographie
| 2000  | 2010  | - | - | - | - |
| ----- | ----- | - | - | - | - |
| 6 527 | 6 911 | - | - | - | - |